# ジュリー・ジョンソンの脱主婦宣言
『ジュリー・ジョンソンの脱主婦宣言』（英: Julie Johnson）は、2001年に製作のアメリカ合衆国の映画。
日本では2002年8月1日と2日に第11回東京国際レズビアン&ゲイ映画祭にて上映された。

## キャスト
- ジュリー･ジョンソン：リリ・テイラー
- クレア：コートニー・ラブ
- リック・ジョンソン：ノア・エメリッヒ
- リサ･ジョンソン：ミーシャ・バートン
- ミランダ：スポルディング・グレイ